# Thymoites matachic
Thymoites matachic là một loài nhện trong họ Theridiidae.
Loài này thuộc chi Thymoites. Thymoites matachic được Herbert Walter Levi miêu tả năm 1959.